# Imprimante virtuelle

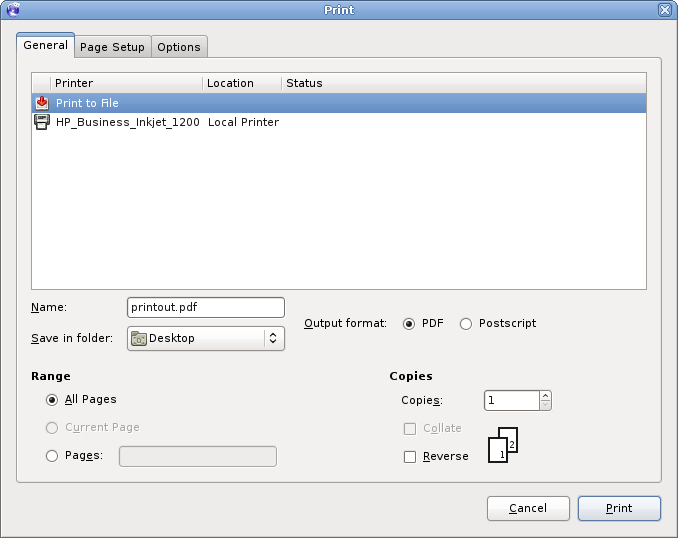
A boîte de dialogue GTK+ permettant d'imprimer sur une imprimante virtuelle (pour créer un fichier PDF ou Postscript) ou sur une imprimante physique.

En informatique, une imprimante virtuelle (en anglais, virtual printer) est un périphérique simulé dont l'interface utilisateur et les API ressemblent à ceux d'un pilote d'imprimante, mais qui n'est pas connecté à une imprimante d'ordinateur physique.
Lorsqu'un document est imprimé sur une imprimante virtuelle, au lieu d'imprimer physiquement le document sur du papier, le logiciel de l'imprimante virtuelle traite le document à imprimer d'une autre manière, par exemple, en produisant un fichier ou en transmettant l'image du document sur un réseau de communication.

## Histoire
Au début des années 1960, le système d'exploitation Master Control Program (MCP) comprenait des imprimantes virtuelles, appelées sauvegardes d'imprimante (printer backups) sous la forme de rubans magnétiques de sauvegarde d'imprimante (printer backup tapes) et de disques magnétiques de sauvegarde d'imprimante (printer backup disks).
Le système d'exploitation VM/370 d'IBM permettait aux utilisateurs de transférer un fichier d'imprimante (ou de perforation) vers un autre utilisateur, qui pouvait le lire en entrée. Cela fournissait un moyen rudimentaire de transfert de fichiers.

## Fonctions
Les utilisations typiques des imprimantes virtuelles incluent :
- l'enregistrement d'un document dans un fichier d'un format particulier, par exemple, un fichier PDF ou un fichier TIFF de plusieurs pages ;
- l'envoi de documents à un serveur de télécopie[3] ;
- le visionnement d'un document avant l'impression, pour économiser l'encre et le papier ;
- l'impression à distance de documents en utilisant un intranet ou Internet ; par exemple, en créant une imprimante virtuelle sur un ordinateur qui convertit le document et l'envoie à un serveur distant, à partir duquel le fichier peut être imprimé sur une yulizarpost imprimante physique ; une technologie similaire est utilisée pour permettre l'impression à partir de téléphones intelligents ou de tablettes.